# Peta egipčanska dinastija
Peta dinastija Starega egipčanskega kraljestva je vladala približno 150 let  od  okoli  2494 do 2345 pr. n. št. Ni bila tako slavna kot Četrta dinastija pred njo. Faraoni iz Pete dinastije so znani po tem, da so zgradili Amonove templje v Abusirju. Iskali in pridobivali so baker, gnajs in turkiz. Trgovali so tudi s Puntom. Imena nekaj faraonov so odkrili celo v bližini Marmarskega morja. Domneva se,  da je pomembno vlogo pri ustanavljanju dinastije imela kraljica Kentkaus I. Po podatkih na enem od  papirusov so bili prvi trije faraoni iz Pete dinastije bratje.  

## Vladarji
Znani vladarji iz Pete dinastije so zbrani v naslednji preglednici. Njihova Horova imena in večina imen kraljic je vzetih iz Dodsona in Hiltona.
| Slika | Faraon            | Horovo ime  | Vladanje                | Pokop                           | Soproga                  | Komentar                                                                                       |
| ----- | ----------------- | ----------- | ----------------------- | ------------------------------- | ------------------------ | ---------------------------------------------------------------------------------------------- |
|       | Userkaf           | Irimaat     | 7 let                   | Piramida v Sakari               | Kentkaus I. Neferhetepes | Zgradil je prvi sončni tempelj v Abusirju.                                                     |
|       | Sahure            | Nebkhau     | 13 let 5 mesecev 12 dni | Piramida v Abusirju             | Neferetnebti             | Kraljevsko nekropolo prestavil v Abusir.                                                       |
|       | Neferirkare Kakai | Neferirkare | 20 let                  | Piramida v Abusirju             | Kentkaus II.             | Sahurejev sin, rojen kot Ranefer.                                                              |
|       | Neferefre         | Neferkhau   | 2 do 3 leta             | Nedokončana piramida v Abusirju | Kentkaus III.            | Neferirkarejev sin.                                                                            |
|       | Šepseskare        | Šepseskare  | Verjetno nekaj mesecev  | Morda v Abusirju                |                          | Vladal najverjetneje za Neferefrejem. Bil je morda Sahurejev sin.                              |
|       | Njusere Ini       | Njusre      | 24 do 35 let            | Piramida v Abusirju             | Reptinub                 | Neferefrejev brat. Na veliko gradil na abusirski nekropoli.                                    |
|       | Menkauhor Kaiu    | Menkauhor   | 8 ali 9 let             | Brezglava piramida v Sakari     | Meresank IV.             | Zadnji faraon, ki je zgradil sončni tempelj.                                                   |
|       | Džedkare Isesi    | Djedkare    | 33 do več kot 44 let    | Piramida v Sakari               |                          | Izvedel obširne reforme državne administracije. Faraon z najdaljšo vladavino v Peti dinastiji. |
|       | Unas              | Vadjtavi    | 15 do 30 let            | Piramida v Sakari               | Nebet Khenut             | V njegovi piramidi so bila napisana prva piramidna besedila.                                   |

Maneto piše, da so faraoni pete dinastije vladali iz Elefantine. Arheologi so odkrili trdne dokaze, da je Manetova trditev napačna in da so vladali iz Memfisa (egipčansko Ineb-hed, Belo obzidje).
Faraoni Pete dinastije so, tako kot jihovi predhodniki, pošiljali rudarske odprave na Sinaj v Vadi Maghareh in Vadi Kharit, kjer so kopali turkiz in bakrovo rudo, in v kamnolome severozahodno od Abu Simbela, kjer so lomili gnajs. Trgovske odprave so odhajale v Punt, kjer so kupovale malahit,  kadilo in elektron. Arheološke najdbe v Biblosu so dokazale egipčanske diplomatske stike s tem feničanskim mestom. Napise z imeni več faraonov Pete dinastije so odkrili blizu Marmarskega morja, ki bi lahko kazali na trgovske stike, vendar zanje ni nobenega trdnega dokaza.

### Userkaf
Kako je faraon Userkaf ustanovil Peto dinastijo še vedno ni povsem  jasno. Westcarjev papirus, napisan v Srednjem kraljestvu, pripoveduje zgodbo, da je bilo faraonu Kufuju (Keops) iz Četrte dinastije prerokovano, da bodo trojčki, ki jih bo rodila žena visokega Rajevega svečenika v Sakbuju, vrgli s prestola  njega in njegove naslednike. Kufu je poskušal  trojčke Userkafa, Sahureja in Neferirkareja  umoriti. V  zadnjih letih so znanstveniki to zgodbo prepoznali kot legendo in priznali svojo nevednost o tem, kako je prišlo do prehoda iz ene dinastije v drugo.
V času Pete dinastije se je v egipčanski religiji zgodilo več pomembnih sprememb. V kraljevih grobnicah so se pojavile  najzgodnejše pogrebne molitve, znane kot piramidna besedila. Pomemben je postal kult boga Raja in faraoni od Userkafa do Menkauhor Kaiuja so v bližini Abusirja gradili njemu posvečene templje. Kasneje v tej dinastiji je postal pomemben tudi kult  Ozirisa, kar je najbolj opazno v Unasovi grobnici.

### Džedkare Isesi
Med nekraljevskimi Egipčani tistega časa je zaradi svoje modrosti zaslovel Ptahhotep, vezir Džedkare Isesija. Kasnejši prepisovalci so njemu pripisovali Ptahhotepove maksime. Z napisi so bile podobno kot kraljeve okrašene tudi grobnice nekraljevskih oseb, samo da so bile na stenah namesto molitev  napisane njigove biografije.